# Ujangyina
Az Ujangyina (oroszul: Уяндина) folyó Oroszország ázsiai részén, Jakutföldön; az Ingyigirka bal oldali mellékfolyója.

## Földrajz
Hossza: 586 km, vízgyűjtő területe: 177 000 km².
A Polousznij-hátságon eredő két forrásága: az Irgicsjan és a Baki egyesülésével keletkezik. Messze túl az északi sarkkörön, az apró tavakkal borított, lapos Abijszki-alföldön folyik délkelet felé, völgye erősen kanyargós. 
Jelentős bal oldali mellékfolyója a Hatingnah (444 km).
Esővíz és hóolvadék táplálja. Júniustól szeptemberig árad; októberben befagy és május végéig – június elejéig jég borítja. Tél végére fenékig befagy.